# Now, Diabolical
Now, Diabolical este cel de-al șaselea album de studio al formației Satyricon. Este primul album lansat prin casa de discuri Roadrunner Records.
Pe acest album influențele rock 'n' roll devin evidente. Vechii fani, pe care Satyricon îi câștigase prin intermediul primelor trei albume, i-au etichetat pe membrii formației drept trădători, acuzându-i că renunță la principii în favoarea câștigurilor materiale. Într-un interviu luat la câteva luni după lansarea albumului Frost răspunde la aceste acuzații:
"Satyricon este o formație care a fost întotdeauna ambițioasă și noi vrem să ne dedicăm timpul formației, să facem în așa fel încât viețile noastre să graviteze în jurul formației și al black metal-ului. Pentru ca acest lucru să fie posibil e nevoie de o bază materială care să ne permită să facem asta. Dacă nu am vinde albume și nu am susține turnee, atunci ar trebui să am un serviciu și nu aș putea să-mi dedic tot timpul formației, așa cum fac acum."
Revista Terrorizer a clasat Now, Diabolical pe locul 32 în clasamentul "Cele mai bune 40 de albume ale anului 2006".

## Lista pieselor
1. "Now, Diabolical" - 05:30
2. "K.I.N.G." - 03:36
3. "The Pentagram Burns" - 05:38
4. "A New Enemy" - 05:47
5. "The Rite Of Our Cross" - 05:45
6. "That Darkness Shall Be Eternal" - 04:46
7. "Delirium" - 05:38
8. "To The Mountains" - 08:09

## Personal
- Satyr - vocal, chitară, sintetizator
- Frost - baterie
- Lars Norberg - chitară bas (sesiune)

## Clasament
| Țara     | Poziția |
| -------- | ------- |
| Finlanda | 28      |
| Norvegia | 2       |
| Suedia   | 47      |